# Ernst Heinrich Weber
Ernst Heinrich Weber (Wittenberg, Sajonia, 24 de junio de 1795 - Leipzig, 26 de enero de 1878) fue un médico alemán que es considerado como uno de los fundadores de la psicología experimental. Weber fue una figura influyente e importante en las áreas de la fisiología y la psicología durante su vida y posteriormente. Sus estudios sobre la sensación y el tacto, con énfasis en buenas técnicas experimentales, dieron paso a nuevas direcciones y áreas de estudio en psicología, fisiología y anatomía.
Ernst Weber nació en un ambiente académico, pues su padre sirve como profesor en la Universidad de Wittenberg. Weber se graduó de médico, especialista en anatomía y fisiología. Dos de sus hermanos menores, Wilhelm y Eduard, también fueron influyentes en el mundo académico, ambos como científicos especializados en física y en anatomía. Ernst fue conferenciante y profesor en la Universidad de Leipzig donde permaneció hasta su jubilación.

## Primeros años
Ernst Heinrich Weber nació el 24 de junio de 1795 en Wittenberg, Sajonia, Sacro Imperio Romano, y es hijo de Michael Weber, profesor de teología en la Universidad de Wittenberg. A temprana edad, Weber se interesó en la física y las ciencias después de haber sido fuertemente influenciado por Ernst Chladni, un físico a menudo referido como el "padre de la acústica". Weber completó la escuela secundaria en Meissen y comenzó a estudiar medicina en la Universidad de Wittenberg en 1811. Luego recibió su doctorado en 1815 en la Universidad de Leipzig. Los combates y las secuelas de las guerras napoleónicas obligaron a Weber a trasladarse de Wittenberg. Ingresó como asistente en la clínica médica JC Clarus' en Leipzig en 1817 y luego como profesor de anatomía comparativa en 1818 en la Universidad de Leipzig. Para 1821 ya era un reconocido exponente de la anatomía humana en la universidad. La primera contribución directa de Ernst Weber a la psicología llegó en 1834 al tratar de describir la sensación del tacto.

## Contribuciones
Just-Noticeable Difference (JND)(Diferencia Apenas Perceptible): Weber la describe, como lo siguiente, "al observar la disparidad entre las cosas que se comparan, no percibimos la diferencia entre las cosas, pero la razón de esta diferencia en la magnitud de las cosas comparadas." Es decir, que son capaces de distinguir la diferencia relativa, no la diferencia absoluta entre los elementos. O bien, podemos discernir entre alguna relación constante, no en una diferencia constante. La primera obra de Weber con JND tenía que ver con las diferencias en el peso, en ese JND es la "cantidad mínima de diferencia entre dos pesos necesarios para distinguirlos". Por esto, Weber encontró que la mejor discriminación entre los pesos fue cuando diferían en 3%. Por ejemplo, si estuviera sosteniendo un bloque de 100g, el segundo bloque tendría que pesar al menos 103 g con el fin de notar la diferencia. Weber también sospecha que una fracción constante aplica para todos los sentidos, pero es diferente para cada sentido. Al comparar las diferencias en la longitud de la línea, debe ser al menos 0,01 diferencia con el fin de distinguir los dos. Al comparar música, tiene que haber al menos 0.006 vibraciones por segundo de diferencia. Así que para todos los sentidos, se necesita un cierto aumento en la medición con el fin de contar una diferencia.
Ley de Weber: denominada así por Gustav Theodor Fechner, muestra qué eventos psicológicos pueden ser asociados a valores físicos medibles.
ΔR/R = k
ΔR: cantidad de estimulación que necesita ser añadida para JND
R: cantidad de estimulación existente
K: constante (diferente para cada sentido)
Se ha encontrado que la Ley de Weber no es válida en los extremos de una gama de intensidades. Fechner se inspiró en la Ley de Weber y formuló la que hoy se conoce como Ley de Fechner, sobre la base del desarrollo de nuevos métodos para la medición de la Diferencia Apenas Perceptible de los distintos sentidos, haciéndola más precisa.
Psicología Experimental: Durante la mayor parte de su carrera Weber trabajó con sus hermanos Wilhelm y Eduard, y con su socio Gustav Theodor Fechner colaboraciones que llevaron a Weber a completar la investigación sobre el sistema nervioso central, el sistema auditivo, la anatomía y función del cerebro, la circulación sanguínea, etc., y gran parte de la investigación sobre la fisiología y la psicología sensorial. Algunas de sus contribuciones a la psicología experimental son las siguientes:
Teoría Experimental de onda: sobre el flujo y el movimiento de las ondas en líquidos y tubos elásticos.
Hidrodinámica: comprendieron las leyes hidrodinámicas y las aplicaron a la circulación sanguínea. En 1821, Weber puso en marcha una serie de experimentos en la física de fluidos, con su hermano menor Wilhelm. Esta investigación fue la primera descripción detallada de los principios hidrodinámicos en la circulación de la sangre. Continuó su investigación y, en 1827, hizo otro hallazgo significativo, la elasticidad de los vasos sanguíneos ante la circulación de la sangre en la aorta, en un flujo continuo a través de los capilares y arteriolas.
Técnica del Umbral de Dos puntos: Mapeó la sensibilidad y agudeza táctil en el cuerpo utilizando la técnica de la brújula. Los puntos de una brújula se fijarían a diferentes distancias para ver a qué distancia se encuentran los puntos de la brújula percibida como dos puntos en lugar de un solo punto por separado. Weber también escribió sobre esto y probó otras ideas sobre la sensación que incluye un umbral terminal, que es la más alta intensidad que un individuo podría detectar antes de que la sensación no se pueda detectar por más tiempo.
Ilusión de Weber: una "experiencia de divergencia de dos puntos cuando la estimulación se mueve sobre áreas insensibles y converge sobre dos puntos cuando se mueve sobre áreas sensibles"  El uso de las técnicas de Weber como las prueba multivariables, mediciones precisas, y la investigación sobre la psicología sensorial y la fisiología sensorial, sientan las bases para aceptar la psicología experimental como un campo de estudio y le proporciona nuevas ideas a los psicólogos del siglo XIX para ampliar conocimientos.

## Últimos años de su carrera
En 1817, Weber fue nombrado Dozent de Psicología en Leipzig, y profesor de Anatomía el siguiente año. Ocupó el cargo durante muchos años y, finalmente, pasó a profesor de Psicología hacia el final de su vida. En sus años tardíos, Weber se vio menos involucrado en la experimentación, aunque todavía estaba interesado en la fisiología sensorial. Ernst Heinrich Weber se retiró de la Universidad de Leipzig en 1871, no obstante continuó trabajando con su hermano Eduard sobre la estimulación del nervio y la supresión muscular que lleva a las respuestas inhibitorias, convirtiéndose en una terapia popular de la época. Ernst Weber murió en 1878 en Leipzig, Alemania.

## Publicaciones
En el libro titulado De Tactu ("Sobre el tacto" en español) señala que hay un umbral de sensibilidad para cada individuo: el umbral de dos puntos, la menor distancia entre dos puntos en los que una persona determina que se trata de dos puntos y no uno; este fue el primer descubrimiento de Weber (One touch: anatomical and physiological notes) La mayor influencia de Weber fue en el campo de la psicología experimental. Sus meticulosas notas y nuevas ideas sobre los sujetos de prueba descritas en su libro Der und das Tastsinn gemeingefühl (en español: "El sentido del tacto y la sensibilidad común"), condujeron a EB Titchener a definir la obra como "la primera piedra de la psicología experimental". El libro describe la investigación de circulación de la sangre, Wellenlehre, auf Experimenten gegrϋndet (en español: "Teoría de Ondas, Fundada en experimentos") fue reconocido inmediatamente como un texto relevante para la física y la fisiología. Esta investigación abrió el camino para el futuro de instrucción, aunque no se publicó formalmente hasta 1850, con la culminación del resto de su investigación sobre la sangre en un libro titulado Ueber die Anwendung der Wellenlehre auf die Lehre vom Kreislauf des Blutes und auf die insbesondere Pulslehre. (en español: "En cuanto a la aplicación de la teoría de onda a la teoría de la circulación de la sangre y, en particular, sobre la enseñanza de pulso")
- Anatomia comparata nervi sympathici (1817)
- De aure et auditu hominis et animalium (1820)
- Tractatus de motu iridis (1821)
- Wellenlehre auf Experimente gegrűndet (1825)

Trabajos en conjunto con sus hermanos Wilhelm Eduard Weber y Eduard Friedrich Weber :
- Zusätze zur Lehre vom Bau und von der Verrichtung der Geschlechtsorgane (1846)
- Die Lehre vom Tastsinn und Gemeingefühl (185l)
- Annotationes anatomicae et physiologicae (1851)

## Influencia y legado
Weber es a menudo citado como el pionero o el padre de la psicología experimental, pues fue el primero en llevar a cabo experimentos relacionados con aspectos psicológicos que mantienen su validez. Mientras la mayoría de los psicólogos de la época realizaban su trabajo detrás de un escritorio, Weber llevó a cabo experimentos de manera muy activa, manipulando una sola variable a la vez con el fin de obtener resultados más precisos. Esto allanó el camino para el campo de la psicología como una ciencia experimental y abrió el camino para el desarrollo de métodos de investigación aún de mayor exactitud. Una de las mayores influencias de Weber fue sobre Gustav Fechner, cuando Weber fue nombrado Dozent de Psicología en la Universidad de Leipzig, fue el mismo año que Fechner se matriculó. La obra de Weber inspiró y estimuló a Fechner para promover el trabajo y llegar a desarrollar conjuntamente la Ley Weber-Fechner. En el momento de éxito y reconocimiento de su trabajo, Weber no estaba realmente consciente de las implicaciones que sus experimentos tenían en la comprensión plena del proceso que se desarrollaba entre el estímulo y la respuesta sensorial.
El asteroide (11042) Ernstweber fue nombrado así en su honor.